# Lyophilisateur
Le lyophilisateur est une machine permettant de dérouler un processus de lyophilisation,.
Elle est composée au minimum d'une enceinte frigorifique pouvant être tirée au vide et d'une surface plus froide faisant office de piège frigorifique.
Des lyophilisateurs minimalistes peuvent être utilisés pour des applications peu exigeantes techniquement (lyophilisation de plantes, de papiers humides, séchage de vestiges archéologiques...), mais les lyophilisateurs sont surtout utilisés pour la production pharmaceutique, où les contraintes de délais et de qualité ont conduit à compliquer fortement leur construction. Les produits les plus lyophilisés sont les aliments. 
Il est d'ailleurs très intéressant dans le domaine de l'alimentaire de sécher des produits grâce à cette technique, cela permet de rendre le légume/fruit disponible toute l'année. Le séchage par lyophilisateur a un avantage important face au séchage par micro-onde : il permet la conservation de l'odeur du produit, le goût est plus agréable et les qualités organoleptiques de manière générales sont davantage conservées. 

## Médiums thermiques
- Les groupes frigorifiques
- Systèmes de chauffage
- Circuit d'échange thermique

## Régulation du niveau de vide

### Pompes à vide
Elles ne servent qu'à vider les gaz non condensables et éventuellement les liquides. En raison de volumes trop important et des problèmes de corrosion ou de risque de mélange eau/huile, la vapeur d'eau du produit devra être captée intégralement par le piège (condenseur).
Pendant la phase de dessiccation, les pompes servent à réguler le niveau de vide, bien qu'elles ne puissent pas faire face à un dégazage violent (par exemple si une bulle de gaz ou de liquide non congelé est crevée pendant la dessiccation).
Il existe différents types de pompes utilisables pour cette application:
À palettes
Pompes à vide standard, lubrifiées à huile. Elles sont robustes, bien qu'elles ne tolèrent pas une absorption de vapeur d'eau très importante : l'huile se transforme rapidement en "mayonnaise", jusqu’à jaillir de la pompe par les évents.
On obtient des vides inférieurs à 10µbar sans trop de difficultés avec ce type de pompe.
À anneau liquide
C'est une pompe permettant des vides grossiers (de l'ordre de 30mbar). En revanche, elles sont rapides et tolèrent très bien l'eau. On s'en sert donc en tout début de cycle pour accélérer la vidange de la cuve, ou pour vider le piège après une stérilisation.
Pompes Roots
Ce sont des pompes qu'on utilise pour atteindre des niveaux de vide poussé. Elles ne seront démarrées qu'après être arrivé à un niveau inférieur à 100µbar. Elles ont eu meilleure tolérance à la vapeur d'eau, ce qui permet de protéger les pompes à palettes en cas de dégazage.
Pompes sèches
Ces pompes tournent, elles, sans huile. On les utilise pour éviter tout risque de retours d'huiles sublimées dans les chambres de procédés, en cas de vide et/ou de froid poussé. Elles sont généralement très coûteuses, elles tolèrent le pompage de vapeur d'eau en prenant quelques précautions, elles peuvent être bruyantes. D'un point de vue de la performance, les pompes sèches ne permettent pas d'obtenir des niveaux de vide aussi bons que les pompes à palettes. On reste fréquemment au-delà de la barre des 10-20 µbar. Par contre une relative absence d'entretien les rend très intéressantes.
Pompage cryogénique
Il consiste à refroidir une surface avec de l'azote liquide par exemple, jusqu’à atteindre des températures inférieures à −100 °C.

### Suivi du procédé
On distingue trois phases majeures dans un cycle de lyophilisation :
- la congélation, où les produits sont réfrigérés jusqu'à des températures de l'ordre de −60 à −85 °C, l'eau se transforme alors en glace,
- la dessiccation primaire, sous vide, qui consiste à sublimer la glace libre (interstitielle), sans effet d'ébullition (pas d'eau en phase liquide)
- la dessiccation secondaire, qui permet d'extraire par désorption les molécules d'eau piégées à la surface des produits séchés, à des températures positives, toujours sous vide.

Les paramètres critiques à suivre lors du procédé de lyophilisation sont :
- la température des produits à lyophiliser, qui est un paramètre critique, car selon la rapidité de descente en température, les produits peuvent se comporter différemment et s'altérer,
- le taux d'humidité résiduel dans l'enceinte, qui indique la fin des différentes phases de dessiccation,
- la pression, variant suivant la phase de dessiccation entre 5.10-3 mbar et 5.10-1 mbar (ordre d'idée),
- le temps, afin de calculer des vitesses de descente en température, ainsi que les durées des phases de dessiccation.

Les principaux dispositifs et méthodes de mesure pour ces paramètres lors des trois phases sont aujourd'hui :
- thermocouples, plongés dans quelques échantillons du mélange à lyophiliser, afin d'en suivre la température,
- capteurs d'humidité du type analyseurs de gaz par spectroscopie d'émission (Lyotrack) afin de mesurer directement la vapeur d'eau résiduelle dans l'enceinte,
- microbalances, plus rarement utilisées, elles permettent de peser de manière très précise un ou plusieurs flacons afin de mesurer la masse d'eau extraite,
- jauges de pression (type Pirani, ou capacitive) afin de suivre le niveau de vide et ses variations.

Une fois le produit congelé, les sondes de températures peuvent indiquer la fin des phases de dessiccation,
par le calcul des échanges thermiques entre les produits et l'étagère refroidie qui les porte. 
Cependant, cette méthode est indirecte, la quantité d'eau extraite est le résultat d'un calcul. Il est utile de connaître et déterminer la teneur en matière sèche du produit avant de le placer au lyophilisateur (MS = (Mf*100) / Mi) pour savoir en suite si le produit a totalement été séché ou non lors de son passage au lyophilisateur. De plus, cela nécessite d'équiper certains flacons de sondes de température, ce qui amène un risque de
contamination du produit, mais également amener une incertitude dans la mesure par la présence même de la sonde.
La mesure de pression est réalisée par des sondes capacitives ou de type Pirani. L'association des deux peut également donner une 
indication des fins de cycles. En effet, une propriété secondaire des jauges Pirani, outre qu'elles mesurent la pression, est de réagir à un changement de composition chimique
(dans ce cas, diminution de la quantité de vapeur d'eau). 
Cependant, la mesure par sonde capacitive reste nécessaire pour s'assurer que le changement vu par la sonde Pirani n'est pas dû à une fuite ou un défaut d'injection du gaz de régulation (comme l'azote).
Cette méthode est très couramment utilisée, elle reste cependant peu précise en termes de quantification de vapeur d'eau résiduelle.
Seuls des capteurs à mesure directe (type Lyotrack) indiquent la quantité de vapeur d'eau résiduelle sous vide, sans effet de la pression ou de la température des produits.
En effet, seule la composition chimique dans l'enceinte est analysée, permettant d'avoir une indication précise de la quantité de vapeur d'eau en temps réel.
De plus, aucun risque de contamination n'existe, et l'ensemble des flacons est concerné par la mesure, ce qui permet d'avoir un contrôle global et total des phases de dessiccation, aussi bien primaire que secondaire.

## Stérilisation de l'équipement
Dans certains types de fabrication (milieux pharmaceutique, alimentaire), il est nécessaire ou vivement recommandé de stériliser le lyophilisateur avant le cycle de séchage sous vide, afin qu'aucune bactérie ne subsiste dans l'équipement, car une contamination des produits peut être désastreuse. La contamination de produits peut engendrer de graves maladies chez les consommateurs et nuire à l'entreprise dans le cas de ventes en commerces et grandes productions. 
Ceci peut se faire de différentes façons :

### À la vapeur
Cela consiste à introduire de la vapeur d'eau sous pression dans le lyophilisateur vide. La température doit dépasser les 121 °C pendant un certain laps de temps (plusieurs minutes ou heures), et sous une pression supérieure à 2,4 bar, afin d'atteindre le taux de létalité spécifié par les normes en vigueur ou par les exigences du client.
Cette technique oblige à concevoir des cuves capables de supporter aussi bien la surpression que le vide, ce qui en augmente le poids et le coût.

### Par produits chimiques
L'usage de solvants projetés sur les parois internes à pression atmosphérique est une stérilisation chimique. Les solvants peuvent être de différentes natures : acétone, formaldéhyde, eau oxygénée, soude (puis acide nitrique dilué pour neutraliser)...

### Par radiation
Consiste à projeter un faisceau de rayons UV très énergétiques sur les parties à stériliser.
Ce type de radiation ne laisse pas de résidus, mais il est encore très peu utilisé.

## Autres systèmes
- Bouchage
- Chargement

## Lyophilisation en flux continu
Un lyophilisateur continu se compose de deux parties :
- la chambre froide où le produit est congelé puis éventuellement broyé ;
- la chambre de lyophilisation continue ; elle est constituée d'un tapis pour faire avancer le produit d'une part et pour apporter la chaleur de sublimation, et d'autre part d'un système de mise sous vide et de pièges à condensats.

Le produit est introduit dans la chambre de lyophilisation par un système de sas automatique et déposé sur le tapis. Au bout du tapis le produit lyophilisé est évacué par un autre système de sas automatiques.
La teneur en eau finale est modulée par la quantité de chaleur apportée par le tapis, par le vide provoqué, par la température des condensateurs, par la vitesse du tapis et par la teneur initiale en eau.